# Амурське (Амурська область)
Амурське  (рос. Амурское) — село у Бєлогорському районі Амурської області Російської Федерації. Розташоване на території українського історичного та етнічного краю Зелений Клин.
Входить до складу муніципального утворення Возжаївська сільрада. Населення становить 946 осіб (2018).

## Історія
З 4 січня 1926 року до 30 липня 1930 року належало до новоутвореного Александрівського району Амурської округи Далекосхідного краю, що відповідав нинішньому Бєлогорському району. З 20 жовтня 1932 року ввійшло до складу новоутвореної Амурської області.
З 19 січня 2005 року входить до складу муніципального утворення Возжаївська сільрада.

## Населення
| 2002 | 2010  | 2012  | 2013  | 2014  | 2015 | 2016 |
| ---- | ----- | ----- | ----- | ----- | ---- | ---- |
| 1201 | ↘1092 | ↘1057 | ↘1027 | ↘1004 | ↘978 | ↘971 |
| 2017 | 2018  |       |       |       |      |      |
| ↘963 | ↘946  |       |       |       |      |      |